# Escambia-Höckerschildkröte

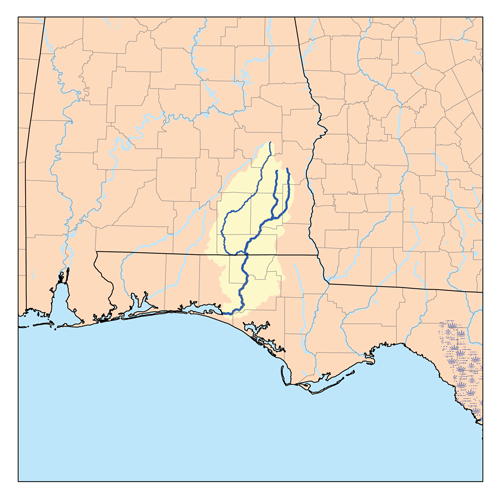
Flusssystem des Escambia Rivers, die Heimat der Escambia-Höckerschildkröte

Die Escambia-Höckerschildkröte (Graptemys ernsti) ist eine in Florida und in Alabama beheimatete Art aus der Gattung der Höckerschildkröten, die zur Familie der Neuwelt-Sumpfschildkröten gehört.

## Erscheinungsbild
Die Escambia-Höckerschildkröte hat für gewöhnlich einen flachen gelben Plastron ohne jegliche Musterung. Der relativ hoch gewölbte Carapax ist braun bis oliv und besitzt auf jeder Seite einen vertikalen gelben Streifen. Zu jedem Marginalschild laufen auch vertikal Streifen aus. Grünliche Tupfen befinden sich hinter jedem Auge. Der Tupfen auf dem Kopf ist von einem V-förmigen schwarzen Streifen umrandet, der die Augen seitlich trifft. Der Tupfen auf dem Kopf hat drei Zinken, die zur Schnauze hin auslaufen. Ein horizontaler Streifen erstreckt sich vom Auge zu jeder Wange. Beide Geschlechter haben relativ ausgeprägte Sporne entlang des Mittelkiels.
Die Escambia-Höckerschildkröte zeigt einen starken Sexualdimorphismus. Die Weibchen erreichen mit einer Carapaxlänge von 28 cm die doppelte Größe der Männchen und haben dazu einen viel dickeren Kopf und einen sehr breiten Kiefer. Die Männchen haben keine verlängerten Vorderkrallen wie die meisten Männchen der verwandten Arten.

## Verbreitung und Lebensraum
Die Escambia-Höckerschildkröte kommt in der Küstenebene des Golfs von Mexiko in den Bundesstaaten Florida und Alabama vor. Sie lebt entlang des Flusssystems des Escambia Rivers, der in die Pensacola Bay mündet. Zu diesem Flusssystem gehören der Choctawatchee River, der Yellow River, der Conecuh River und der Shoal River sowie deren Flussarme.
Die Flusshabitate, in denen sich die Tiere aufhalten, sind sehr weit und haben eine relativ hohe Fließgeschwindigkeit. Der Boden der Flüsse ist sandig bis kieselig. Die Schlüpflinge bevorzugen dagegen stehende Gewässer mit Schlickgrund.

## Lebensweise
Die Escambia-Höckerschildkröte sonnt sich tagsüber auffallend oft und ist dabei in ihrem Lebensraum häufig zu beobachten. Die Tiere sonnen sich hauptsächlich auf aus dem Wasser ragenden Wurzeln in offenen Gewässern, um sich dann bei Gefahr so schnell wie möglich in das Wasser fallen zu lassen. Die Nahrungsaufnahme findet dagegen hauptsächlich bei Nacht statt.

## Ernährung
Die Weibchen mit den breiteren Kiefern fressen Flusskrebse sowie einheimische und aus Asien eingeschleppte Muscheln. Männchen und Jungtiere tendieren dagegen hauptsächlich zu aquatilen Insekten.

## Feinde
Waschbären und Fischreiher gehören zu den gefährlichsten Feinden für Gelege in der freien Natur. Otter und Watvögel sind für Jungtiere und Schlüpflinge eine Gefährdung. Vereinzelt fallen erwachsene Tiere Alligatoren zum Opfer.

## Taxonomie
Graptemys ernsti wurde erst 1992 durch J. E. Lovich und C. J. McCoy von Graptemys pulchra als eigene Art abgespalten. Das Artepitheton ehrt den amerikanischen Herpetologen Carl H. Ernst. Die Escambia-Höckerschildkröte ähnelt besonders der Pascagoula-Höckerschildkröte (Graptemys gibbonsi), die in derselben Arbeit von Lovich und McCoy erstbeschrieben wurde. Die beiden Arten sind jedoch durch das dazwischen liegende Verbreitungsgebiet der Schmuck-Höckerschildkröte (Graptemys pulchra) voneinander räumlich getrennt.